# UFC Fight Night: Pettis vs. Moreno
UFC Fight Night: Pettis vs. Moreno var en MMA-gala som arrangerades av Ultimate Fighting Championship och ägde rum 5 augusti 2017 i Mexico City i Mexiko.

## Resultat
1. ↑  Catchweight 119 lbs.[2]